# РГН (граната)
РГН (индекс ГРАУ — 7Г21) — наступательная противопехотная осколочная ручная граната ударно-дистанционного действия.

## Описание

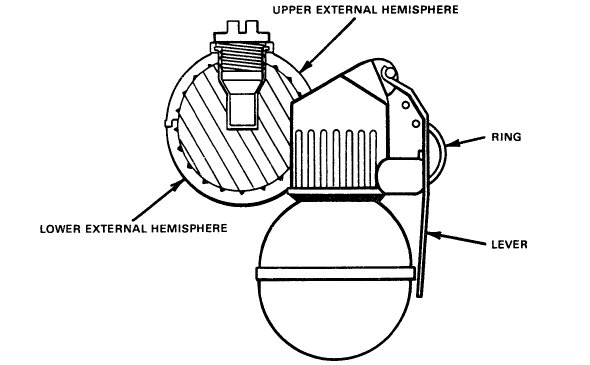
Рисунок: РГН в разрезе без запала с защитной пробкой и внешний вид с запалом

Граната предназначена для поражения живой силы в наступательном бою. Радиус поражения осколками гранаты — 8 метров, радиус возможного поражения — 24 метров.
Ударно-дистанционный запал УДЗ взводится только через 1,3—1,8 секунды после того, как будет отпущен предохранительный рычаг. Если в течение этого времени взрыватель испытает ощутимое сотрясение, он снимается с боевого взвода, и граната не взрывается — это предохраняет от несчастных случаев при случайно обронённой рядом гранате. Далее взрыватель переходит в состояние, при котором граната взрывается от удара о цель. Если взрыв гранаты не произошёл от взрывателя ударного действия (например, при попадании в глубокий снег, траву), то взрыв гранаты происходит через 3,2—4,2 секунды после освобождения прижимного рычага. Перед броском предварительно следует удалить предохранительное кольцо, прижав рычаг пальцами к корпусу гранаты.
Боевая граната окрашивается в оливково-сероватый цвет.

## Страны-эксплуатанты
- Россия[1]